# Куба (Португалія)
Ку́ба (порт. Cuba; МФА: [ˈku.bɐ]) — муніципалітет і містечко в Португалії, в окрузі Бежа. Розташований у південній частині країни, на теренах історичної португальської провінції Алентежу. Належить до Безької діоцезії Католицької церкви в Португалії. Права міського самоврядування має з 1782 року. Поділяється на 4 парафії. За адміністративним поділом, чинним до 1976 року, був складовою провінції Нижнє Алентежу. Площа муніципалітету — 172,09 км², населення муніципалітету — 4878 ос. (2011); густота населення — 28,35 осіб/км²
.  Святковий день муніципалітету — 1-й понеділок після Пасхи. Поштовий індекс — 7940.  Код місцевої адміністративної одиниці — 0207. Складова статистичного регіону Алентежу.

## Географія
Куба розташована на півдні Португалії, на півночі округу Бежа.
Містечко розташоване за 18 км північніше міста Бежа. Станція на зал. лінії Бежа — Лісабон.
Відстань до Лісабона — 124 км, до Бежі — 17 км.
Куба межує на півночі з муніципалітетом Портел, на сході — з муніципалітетом Відігейра, на півдні — з муніципалітетом Бежа, на заході — з муніципалітетами Феррейра-ду-Алентежу й Алвіту.

## Історія
Містечко засновано 1782 року.

## Населення
| Кількість мешканців | Кількість мешканців | Кількість мешканців | Кількість мешканців | Кількість мешканців | Кількість мешканців | Кількість мешканців | Кількість мешканців | Кількість мешканців | Кількість мешканців | Кількість мешканців | Кількість мешканців | Кількість мешканців | Кількість мешканців | Кількість мешканців | Кількість мешканців |
| ------------------- | ------------------- | ------------------- | ------------------- | ------------------- | ------------------- | ------------------- | ------------------- | ------------------- | ------------------- | ------------------- | ------------------- | ------------------- | ------------------- | ------------------- | ------------------- |
| 1864                | 1878                | 1890                | 1900                | 1911                | 1920                | 1930                | 1940                | 1950                | 1960                | 1970                | 1981                | 1991                | 2001                | 2011                |                     |
| 5 969               | 6 077               | 6 025               | 6 103               | 6 856               | 7 310               | 8 054               | 8 404               | 8 278               | 7 554               | 6 048               | 5 740               | 5 494               | 4 994               | 4 878               |                     |

## Парафії
- Куба
- Фару-ду-Алентежу
- Віла-Алва
- Віла-Руйва